# Fernando María Guerrero
Fernando María Guerrero (Manilla, 30 mei 1873 – aldaar, 12 juni 1929) was een Filipijns schrijver en dichter. Guerrero wordt samen met José Palma en Cecilio Apostel beschouwd als het meest vooraanstaande trio van Filipijnse Spaanstalige dichters.

## Biografie
Fernando María Guerrero is de zoon van Clemencia Ramirez en kunstschilder Lorenzo María Guerrero. Fernando begon al vroeg met schrijven en studeerde daarnaast aan de Faculteit Taalkunde van de Ateneo Municipal de Manila. Na het behalen van zijn bachelor of arts-diploma aan de Ateneo Municipal voltooide hij ook een bacheloropleiding rechten aan de University of Santo Tomas.
Tijdens de Filipijnse Revolutie schreef hij voor La Independencia, van generaal Antonio Luna en werkte daar onder meer met José Palma, Rafael Palma, Cecilio Apostel, Epifanio de los Santos en Rosa Sevilla de Alvara. Na de revolutie was hij onder meer redacteur van El Renacimiento en schreef hij korte verhalen, novellen en liedteksten, zoals die van Flor Filipina.

## Bron
- Carlos Quirino, Who's who in Philippine history, Tahanan Books, Manilla (1995)

- Biblioteca Nacional de España: XX1222957
- Virtual International Authority File: 107544451
- WorldCat: E39PBJtX6cDxkvrYtRhHqkBtrq